# Cathy Bakewell
Pour les articles homonymes, voir Bakewell.
Catherine Mary Bakewell (née le 7 mars 1949), connue sous le nom de Cathy Bakewell, est une femme politique britannique qui est membre libéral démocrate de la Chambre des lords et anciennement conseillère élue de district pour le Coker quartier de South Somerset.

## Jeunesse et carrière
Bakewell est née Catherine Mary Green à Bristol en 1949. Bakewell rejoint au Parti libéral en 1974. Elle devient secrétaire de la circonscription de Yeovil, puis elle assistante du député de Yeovil Paddy Ashdown. Bakewell travaille avec Ashdown pendant vingt ans pour finalement diriger le cabinet du leader après les élections de 1997.
Bakewell est éleu pour la première fois au conseil du comté de Somerset en 1993, en est présidente de 2001 à 2007, se retirant en 2013,,. Bakewell est membre de la Commission des conseillers de 2007 qui enquête sur les incitations et les obstacles au service des autorités locales.
Elle est conseiller de district libéral démocrate pour la circonscription électorale de Coker dans le sud du Somerset depuis 2009,.
Le 9 septembre 2013, Bakewell est créée pair à vie et devient baronne Bakewell de Hardington Mandeville, de Hardington Mandeville dans le comté de Somerset. Elle prononce son premier discours à la Chambre des lords en novembre lors d'un débat sur le logement, le discours traitant du logement abordable et de l'impact de la charge de sous-occupation. Elle est directrice du Leadership Center for Local Government.